# Âmes libres
Pour plus de détails, voir Fiche technique et Distribution.
Âmes libres titre original : A Free Soul) est un film américain réalisé par Clarence Brown, sorti en 1931.

## Synopsis
Jan, jeune femme majeure vit seule avec son père, Stephen, un grand avocat miné par l'alcoolisme. Le père et la fille sont extrêmement attachés l'un à l'autre. Stephen a élevé sa fille dans un esprit de liberté, partant du principe qu'elle doit faire ses expériences elle-même et en tirer les leçons, ce genre de comportement place Stephen et Jan en porte à faux vis-à-vis du reste de leur famille. Stephen doit défendre Ace Wilfong un gangster accusé de meurtre et qui n'a que peu de chance d'échapper à la potence. Dans les coulisses du procès, Wilfong est présenté à Jan et les deux jeunes gens ne sont pas insensibles l'un à l'autre. Pendant que le procès se termine Jan rend visite à sa grand-mère qui fête ses 100 ans. au cours de la réception Dwight annonce qu'il a l'intention de se fiancer avec Jan.  Stephen qui a réussi à innocenter Wilfong la rejoint un peu plus tard en compagnie de ce dernier. La famille fait alors comprendre à Wilfong qu'il n'est pas le bienvenu. Cette attitude choque Jan qui s'en va avec lui.
Jan devient la maîtresse de Wilfong et finit par le dire à son père qui ne voit pas cette liaison d'un bon œil et qui de son côté continue à boire. Jan lui propose un accord, elle cessera de voir Wilfong si son père arrête de boire. L'accord étant accepté le père et la fille s'isolent trois mois à la campagne. Le jour du retour Stephen replonge, et Jan libérée de sa promesse s'en retourne voir Wilfong.
Celui-ci la reçoit avec brutalité et exige qu'elle se marie avec lui dès le lendemain. Elle parvient à s'échapper. Mais le lendemain Wilfong fait irruption chez elle et profère des menaces. C'est à ce moment que surgit Dwight qui vient informer Jan du décès de sa grand-mère. Les deux hommes ont des mots et Wilfong lui apprend que Jan a couché avec lui pendant trois mois, et le menace physiquement. Quelques heures plus tard Dwight s'introduit dans le clandé de Wilfong, le tue de sang-froid, puis appelle la police en disant qu'il a tué en raison d'une dette de jeu.
Jan parviendra à faire en sorte que son père vienne prêter main-forte à l'avocat de la défense pendant le procès afin d'innocenter Dwight. Très malade il mourra terrassé à la fin de sa plaidoirie, et Dwight sera libéré.

## Fiche technique
- Titre : Âmes libres
- Titre original : A Free Soul
- Réalisation : Clarence Brown
- Scénario : Becky Gardiner et John Meehan (en), d'après le livre d'Adela Rogers St. Johns
- Photographie : William H. Daniels
- Montage : Hugh Wynn
- Musique : William Axt
- Direction artistique : Cedric Gibbons
- Costumes : Adrian
- Producteurs : Clarence Brown et Irving Thalberg producteur exécutif (non crédités)
- Société de production et de distribution : MGM
- Pays d'origine :  États-Unis
- Format : Noir et blanc — 35 mm — 1,37:1 — Son : Mono (Western Electric Sound System)
- Genre : Film dramatique
- Durée : 93 minutes
- Dates de sortie :
  - États-Unis : 2 juin 1931 (New York) | 20 juin 1931 (sortie nationale)

## Distribution
- Norma Shearer (VF : Madeleine Larsay) : Jan Ashe
- Leslie Howard : Dwight Winthrop, le fiancé de Jan
- Lionel Barrymore : Stephen Ashe, avocat de la défense
- James Gleason : Eddie, assistant de Stephen
- Clark Gable : le gangster Ace Wilfong, amant de Jan.
- Lucy Beaumont : la grand-mère de Ashe

Acteurs non crédités
- Ann Brody : la vendeuse de hamburgers
- Sam McDaniel : un valet du casino
- Frank Sheridan : l'avocat de l'accusation
- Larry Steers : Ed
- E. Alyn Warren : Bottomley

## Récompenses et distinctions
- Oscar du meilleur acteur pour Lionel Barrymore